# Germano Celant
Germano Celant (Gênova, 11 de setembro de 1940 - Milão, 29 de abril de 2020) foi um historiador, crítico e curador de arte italiano que cunhou o termo "Arte Povera" (arte pobre) em 1967, escreveu artigos diversos e livros sobre o assunto.

## Biografia
Frequentou a Universidade de Gênova, onde estudou história da arte com Eugenio Battisti. Em 1963, ele trabalhou como editor assistente da Marcatrè, uma revista que analisava a cidade de Gênova e sua arquitetura, arte, design, música e literatura fundada por Rodolfo Vitone, Eugenio Battisti, Paolo Portoghesi, Diego Carpitella, Maurizio Calvesi, Umberto Eco, Vittorio Gelmetti  e Edoardo Sanguineti.
Em 1967, seu manifesto de Arte Povera, "Notes for a Guerrilla", foi publicado no Flash Art. O conceito de Arte Povera parecia ser que, na Itália, a arte era bem diferente da América devido às diferentes circunstâncias da época. A Itália estava passando por um período industrial, mas não estava realmente produzindo a arte pop que coincidia com a economia estabelecida, em oposição a artistas americanos como Warhol, Robert Rauschenberg e outros artistas pop. Os artistas italianos buscavam um humanismo em sua arte e não pelo frescor e pelas imagens calculadas feitas à máquina dos artistas pop.
Em 1974, Celant editou e curou o Catálogo Raisonné do artista italiano Piero Manzoni. Foi curador de várias exposições de arte italiana, incluindo "Identité italienne. L'art en Italie depuis 1959" (Centre Georges Pompidou, Paris, 1981), "arte italiana, 1900-1945" (Palazzo Grassi, Veneza, 1989; com Pontus Hultén ) e "Metamorfose italiana 1943-1968" (Museu Guggenheim, Nova York, 1994). Em 1997, ele foi o diretor da Bienal de Veneza e, em 2004, ele curou a exposição "Arte e Arquitetura" em Gênova, quando a cidade recebeu o título de "Capital Europeia da Cultura". Desde 1977, ele foi um editor colaborador da Artforum e a partir de 1991 ele foi um editor colaborador da revista Interview.
Foi diretor artístico da Fundação Prada entre os anos de 1995 e 2014.

## Morte
Em 29 de abril de 2020, morreu vítima de COVID-19, aos 80 anos.

## Vida pessoal
Celant foi casado com a também curadora de arte, Paris Murray. Em 2006, o casal comprou um edifício da fábrica de papel em Milão transformada pelo arquiteto Pierluigi Cerri em uma casa de 10.000 mil metros quadrados.